# Hilara discolor
Hilara discolor är en tvåvingeart som beskrevs av Gabriel Strobl 1892. Hilara discolor ingår i släktet Hilara och familjen dansflugor. Inga underarter finns listade i Catalogue of Life.